# Lishui-Brücke
Die Lishuibrücke (chinesisch 澧水大桥) ist eine Hängebrücke in der Nähe von Zhangjiajie, in der Provinz Hunan, China. Die Brücke überspannt die Schlucht des Lishui-Flusses  zwischen Yongding und Yongshun. Die Brücke ist ein Teil der Verlängerung der Autobahn Changsha–Zhangjiajie nach Huayuan, etwa auf der Hälfte der 8 Stunden dauernden  Fahrt zwischen Zhangjiajie und Chongqing. Mit 330 m über dem Fluss ist die Brücke eine der höchsten Brücken der Welt.

## Konstruktion
Beim Bau der Brücke wurde eine innovative Technik verwendet. Das Führungsseil wurde durch eine Rakete über die Schlucht geschossen. Am 11. Juli 2012 wurde der letzte Abschnitt verbunden und damit die Hauptstruktur der Brücke abgeschlossen. Die Brücke und die damit verbundene Schnellstraße wurden im Dezember 2013 eröffnet.

## Tourismus
Eine Aussichtsraststätte wurde am östlichen Ende der Brücke gebaut. Sie bietet einen Panoramablick auf die Brücke und die Lishui-Schlucht.